# Peugeot Metropolis 400
Der Metropolis 400 ist ein Dreirad-Motorroller der französischen Firma Peugeot Motocycles, die in Mandeure, Frankreich, beheimatet ist. Der indische Konzern Mahindra & Mahindra Limited übernahm 2015 mit seiner Tochtergesellschaft Mahindra Two Wheelers Limited 51 % der Anteile an Peugeot Motocycles und war seit 2019 alleiniger Eigner des französischen Traditionsfertigers. Zum 1. Februar 2023 hat die Matures SE & Co. KGaA, eine Beteiligungsgesellschaft mit Hauptsitz in München, 50 % des Kapitals von Peugeot Motocycles mit einem Anteil von 80 % erworben. Mahindra & Mahindra
bleibt Mitgesellschafter.

## Technik
Die Inhalte beziehen sich auf die Metropolis-Modelle ab März 2021. Peugeot gewährt eine 3-Jahres-Garantie (zusätzlich eine 2-Jahres-Mobilitätsgarantie). Jedoch kann man keine Garantieverlängerung – wie etwa für sonstige Peugeot-Fahrzeuge bis zu zehn Jahren – nicht abschließen. Der Anbieter solcher Garantieverlägerungen mit dem Peugeot zusammenarbeitet, das Unternehmen CarGarantie, hat den Peugeot Metropolis von der Versicherungsfähigkeit ausgeschlossen.
Auf den ersten 5 km sollte man höchstens die halbe Nenndrehzahl (3600 min−1) fahren. So bekommt das im kalten Zustand zähere Öl Zeit, dünnflüssig zu werden. Auch die Gemischaufbereitung – also Vergaser oder Einspritzung – arbeitet erst präzise, wenn der Motor so warm geworden ist, dass kein Benzin mehr an den Kanalwänden kondensiert. Gleiches gilt für die Öle in Gabel und Federbein. Auch die Reifen müssen auf Betriebstemperatur kommen, um den benötigten Grip (Bodenhaftung) zu erzeugen, indem man gleich zu Beginn mehrfach auf gerader Strecke stärker beschleunigt und stärker abbremst. Die Vorderreifen sind  noch zu kalt, wenn das Motorrad beispielsweise unwillig einlenkt.
Der Ölstand sollte alle 1000 km überprüft werden. Zu verwendendes Öl hat die Bezeichnung SAE 5W40, 100% 4T Synthetiköl, Mindest-Qualität API SL. Wenn der Füllstand in der Nähe der Minimummarkierung oder darunter liegt, wird empfohlen, das Öl unverzüglich in kleinen Mengen bis zu 3/4 des Füllstands nachzufüllen. Ein zu hoher Ölstand verringert die Leistung des Fahrzeugs beträchtlich.
Ebenso ist der Stand der Kühlflüssigkeit und der Bremsflüssigkeit zu prüfen.

### Reifen
Werkseitig sind Michelin-Reifen namens „City Grip“ aufgezogen. Die beiden vorderen 13-Zoll-Räder haben die Bezeichnung 110/70-13 27N. „110“ ist die Reifenbreite in mm. „70“ ist der Reifenquerschnitt in mm. „27“ ist der Tragfähigkeitsindex mit 97,5 kg je Reifen. „N“ ist der Geschwindigkeitsindex, womit der Reifen bis 140 km/h zugelassen ist. Das hintere Rad hat eine 14 Zoll-Felge und die Bezeichnung 140/70-14 66N. „66“ ist der Tragfähigkeitsindex von 300 kg. Der Reifendruck beträgt vorne 2,0 bar und hinten 2,5 bar. Es dürfen auch Reifen mit höheren Indices verwendet werden. Die Reifendrucküberwachung wurde seit 2021 von Peugeot weggelassen, da das Gesetz hier für Fahrzeuge der L5e Klasse nachträglich eine Ausnahme vorsieht.
Ältere Modelle (bis 2020) haben vorne 12-Zoll-Felgen. Der Reifendruck beträgt vorne 1,6 bar und hinten 2,4 bar.

### Radaufhängung
Der Metropolis 400 weist – ähnlich wie der Piaggio MP3 – eine separate Aufhängung der beiden Vorderräder mit zwei Dreieckslenkern auf. Die DTW (Dual Tilting Wheels) genannte Vorderachse besteht aus einem beweglichen Parallelogramm, gebildet von zwei Dreieckslenkern, verbunden mit zwei Schwingungsdämpfern und einem waagrecht liegenden hydraulischen Mono-Federbein. So hat der Roller zwei voneinander unabhängige Vorderräder, die sich schräg stellen können, was eine parallele Führung beider Vorderräder gewährt. Dadurch ist die Bodenhaftung beider Vorderräder auch in Schräglage in Kurven (bis 38°) gewährleistet. Das Gefährt weist stabile Fahreigenschaften auf, mit der Einschränkung, dass die beiden vorderen 13-Zoll-Räder – speziell auf Autobahnen oder an Bushaltestellen – in Spurrillen eine gewisse Anfälligkeit zur Instabilität aufweisen. Bei plötzlichen Richtungswechseln ist der Metropolis nicht sehr agil. Der Wendekreis ist mit 5,5 m relativ groß (zum Vergleich: eine Vespa 125 Primavera hat einen Wendekreis von 1,65 m). Rollertypisch ist auf Grund fehlender Fußrasten und fehlendem Knieschluss um den Benzintank die Masseneinheit aus Fahrer und Motorrad reduziert.
Der Metropolis verfügt über einen zweibeinigen Motorradständer. Auf Grund des hohen Fahrzeuggewichts kann sich das Aufbocken mittels des linksseitig angebrachten Hebelarms für leichtgewichtige Fahrer eher schwierig gestalten. Durch ein Aufschieben des Hinterrads auf ein 2 cm dünnes, abgeschrägtes Brett lässt sich das Aufbocken erleichtern.

### Bremsen
|                          | Bremse vorn | Bremse hinten                         | ABS-Funktion | Integralsystem                        |
| Bremshebel Lenker links  |             |                                       |              |                                       |
| Bremshebel Lenker rechts |             | Rotes X oder Kreuzchensymbol für nein |              | Rotes X oder Kreuzchensymbol für nein |
| Bremspedal               |             |                                       |              |                                       |

Bremsvorgang

Der Metropolis ist serienmäßig mit einem Antiblockiersystem (ABS) ausgestattet (was seit 2017 in Deutschland für Motorräder gesetzliche Vorschrift ist). Das Bremsmoment wird – außer beim alleinigen Bremsen mit dem rechten Bremshebel am Lenkrad – ausgewogen mittels einer elektrohydraulischen Integralbremse auf die Vorderräder und das Hinterrad verteilt. Beim alleinigen Bremsen mit dem rechten Bremshebel werden nur die Vorderräder gebremst. Ein alleiniges Bremsen mit dem Hinterrad ist nicht möglich. Für eine volle Bremsleistung müssen beide Handbremshebel gleichzeitig betätigt werden. Im Falle einer Notbremsung werden automatisch die Warnblinker aktiviert. Im Fußraum des Rollers ist ein separates Bremspedal angebracht, das wie der linke Bremshebel am Lenkrad auf alle drei Räder wirkt. Bekanntlich ist der Anhalteweg bei einer Vollbremsung bei Motorrädern länger, als bei PKWs (bei optimalen Bedingungen 30 m gegenüber 24 m bei 50 km/h, 87 m gegenüber 64 m bei 100 km/h, was im letzteren Fall eine Aufprallgeschwindigkeit von gut 70 km/h ergäbe.). Auf Grund des hohen Gewichts des Metropolis ist die Differenz des Anhaltewegs noch größer.
Der Metropolis hat ferner eine Antriebsschlupfregelung und am Hinterrad individuell einstellbare Gasdruckdämpfer. Diese lassen sich in zehn Stufen vor jeder Fahrt einstellen – je nach Zuladung (mit oder ohne Beifahrer) und gewünschtem Fahrkomfort, wobei das maximal zulässige Gesamtgewicht 455 kg beträgt. Die höchste Zuladung für Fahrer, Beifahrer und Gepäck beträgt damit 175 kg. Die Leermasse beträgt 280 kg. Ebenso lässt sich die Vorspannung des Stoßdämpfers am Hinterrad je nach Zuladung einstellen.

### Anti-Tilting
Der Metropolis hat ein „Anti-Tilting-System“, mit dem sich die (aufrechte) Position des Fahrzeugs per Schalter am Lenker arretieren lässt, sodass man theoretisch an der Ampel oder beim Anhalten keinen Fuß auf den Boden setzen muss. Das „Anti-Tilting-System“ lässt sich bei einer Geschwindigkeit unter 11 km/h und bei einer Motordrehzahl unter 2800/min aktivieren. Die Vorderachse wird automatisch freigegeben, wenn die Fahrzeuggeschwindigkeit mehr als 11 km/h beträgt und/oder die Drehzahl höher als 2800/min ist. Beim Anfahren in Schrittgeschwindigkeit um eine enge Kurve zu fahren, würde sich ein aktiviertes Anti-Tilting-System negativ auswirken, denn das Motorrad ließe sich nicht sofort leicht in Fahrtrichtung kippen. In der Regel wird es überwiegend zum längeren Stehen, Parken und Rangieren verwendet. Man kann damit auf das Aufbocken auf den Motorradständer verzichten. In leichter Schräglage im Stand oder beim Ausrollen lässt sich damit auch ein Umkippen des Metropolis verhindern. Beim Parken ist zusätzlich die elektrische Parkbremse einzuschalten. Beim Parken wird bei ganz nach links eingeschlagenem Lenker die elektrische Lenkradsperre aktiviert.

### Motor / Getriebe
Der Einzylinder-Viertaktmotor mit 399 cm³ erzeugt eine Leistung von 26,2 kW (37,2 PS) bei 7250 min−1. Das maximale Drehmoment beträgt 38,1 Nm bei 5750 min−1. Der Metropolis hat ein stufenloses Getriebe. Der Metropolis beschleunigt (ohne Beifahrer und Gepäck) in 4,2 Sekunden von 0 auf 50 km/h, in 7,7 Sekunden von 0 auf 80 km/h und in 11,9 Sekunden von 0 auf 100 km/h. Die Höchstgeschwindigkeit beträgt 135 km/h. Ein anderer Tester hat eine Beschleunigung in 3,5 Sekunden von 0 auf 50 km/h, in 7,1 Sekunden von 0 auf 80 km/h und in 9,8 Sekunden von 0 auf 100 km/h gemessen. Ab 100 km/h bis zur Höchstgeschwindigkeit erfolgt die Beschleunigung sehr langsam.
Ein Rückwärtsgang fehlt beim Metropolis, der beim Rangieren auf Grund des hohen Fahrzeuggewichts hilfreich wäre. Ebenso fehlt ein Tempomat, mit dem man insbesondere bei längeren Fahrten die rechte Hand pausieren könnte. Der Metropolis erfüllt ab 2021 die Abgasnorm Euro 5. Der Benzintank fasst 12,8 Liter. Bei einem Verbrauch – je nach Fahrweise und Bedingungen – zwischen 3,5 l/100 km und 5,4 l/100 km, resultiert daraus mit einer Tankfüllung eine Reichweite zwischen 240 km und 360 km. Laut Werksangaben beträgt der Verbrauch 3,9 Liter/100 km und die Reichweite 300 km. Bezogen auf den individuellen Durchschnittsverbrauch wird die jeweils verbleibende Reichweite im Display angezeigt, jedoch nur bezogen auf ¾, ½ und ¼ der Tankfüllung. Die orangefarbene Reservetankkontrollleuchte leuchtet bei einer Restbenzinmenge unterhalb 4 Litern auf (Restreichweite theoretisch 100 km).

### Elektrik

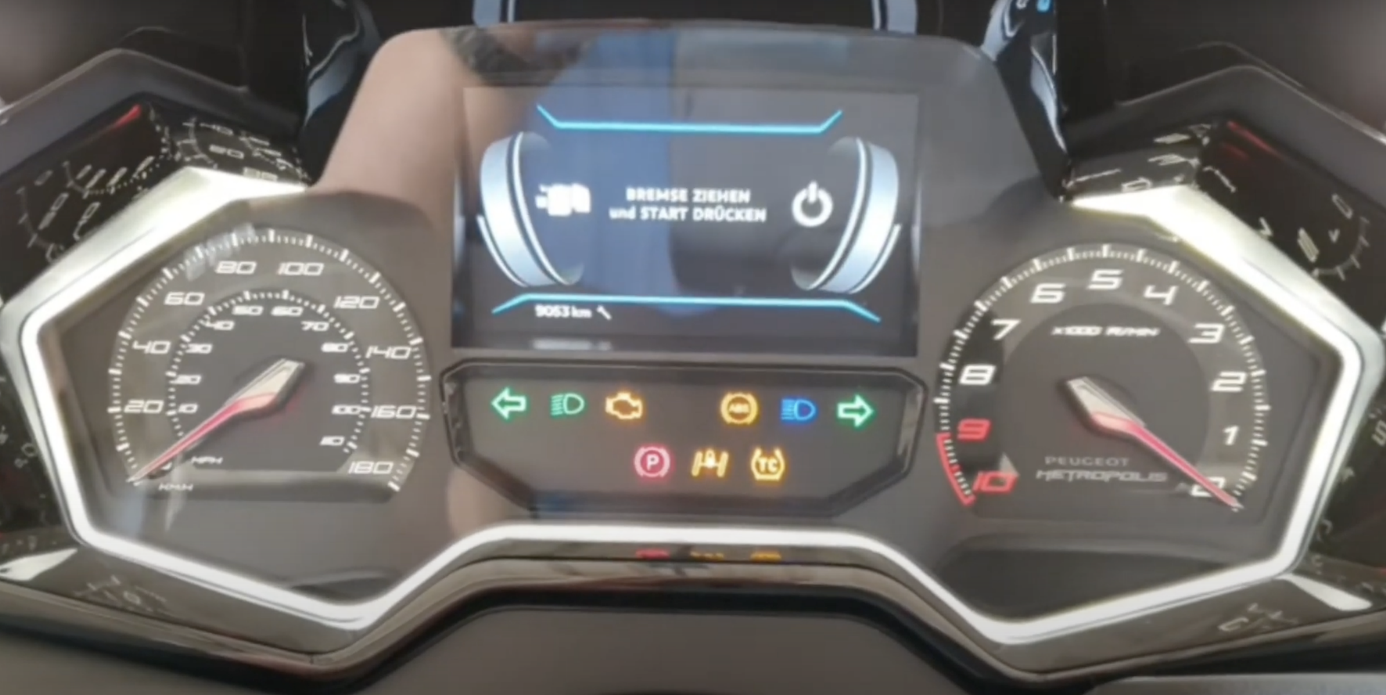
Display des Peugeot Metropolis 400i

Im großformatigen TFT-Farbdisplay lassen sich alle relevanten Motorraddaten einschließlich einer digitalen Geschwindigkeitsanzeige ablesen. Außer dem Modell „Active“ lässt sich das Display des Motorrads über Bluetooth mit einem Smartphone über eine App koppeln („i-connect“). Die App wird nach zwei Jahren kostenpflichtig. Im Grund ist der Metropolis nicht mit einem eigenen GPS-Navigationssystem ausgestattet, sondern die App wird in das Display gespiegelt, ebenso die Verkehrszeichenerkennung, die aus der Cloud bezogen wird, also nicht vom Metropolis selbst erkannt wird, was jedoch zu Ungenauigkeiten führt. Die jeweils zulässige Höchstgeschwindigkeit wird im Display angezeigt, wenn die Navigation aktiviert ist.
Durch das eingebaute Keyless Go lässt sich das Fahrzeug ohne aktive Benutzung eines Autoschlüssels „schlüssellos“ entriegeln und durch das bloße Betätigen des Startknopfes – bei gleichzeitig betätigter Bremse – starten. Der Startknopf kann auch als Notaus-Knopf (Kill-Schalter) verwendet werden. Er dient dazu, dass wenn das Motorrad auf dem Boden liegt, man im dümmsten Fall darunter liegt und das Hinterrad immer noch dreht, den Motor schnell abschalten zu können. Mittels eines USB-Anschlusses in einem kleinen Staufach links unter dem Armaturenbrett lassen sich Geräte wie etwa Smartphones laden.
Die Sitzbank und das Topcase werden durch jeweils einen Knopf elektrisch entriegelt. Bei Stromausfall kann man die Sitzbank, unter der sich die Batterie befindet, mittels eines Notschlüssels entriegeln. Bei Standzeiten über einem Monat muss die Batterie (YUASA YTX20CH-BS) – die auch durch die Elektronik des Fahrzeugs entladen wird – mittels eines Wartungsladegeräts (AGM) aufgeladen werden. Hierzu muss jedoch die Batterie abgeklemmt werden. Wird die Batterie abgeklemmt und aus dem Fahrzeug genommen, sollte man die Sitzbank nicht ganz schließen, weil sich diese ohne Batterie nur noch mittels des Notschlüssels öffnen ließe. Durch Aktivieren der Lenkradsperre (in Deutschland auch bei Krafträdern durch § 38a StVZO gefordert) wird der Stromverbrauch minimiert. Alle zwei Jahre muss die Knopfzelle CR2032 im Schlüssel erneuert werden.
Zum Tagfahrlicht lässt sich das Abblendlicht hinzuschalten. Beim Umschalten auf Fernlicht wird das Abblendlicht abgeschaltet. Die Tagfahrlichter schalten sich 15 Sekunden nach Ausschalten der Zündung automatisch aus.
Die Elektronik des Metropolis wird über drei Steuergeräte gesteuert, die über einen CAN-Bus verbunden sind. Der Einbau zusätzlicher elektrischer Komponenten ist Spezialisten vorbehalten, weil sonst die auf einander abgestimmten Steuergeräte erhebliche Störungen verursachen können.
Bei einer Notbremsung wird automatisch die Warnblinkanlage jenseits von Tempo 50 km/h und einer Verzögerung von mehr als 6 m/s² ausgelöst. Reduziert sich die Verzögerung auf unter 2 m/s² schaltet sie sich wieder ab.
Eine Besonderheit stellt der Drehzahlmesser dar, der sich – eine Eigenheit von Peugeot – gegen den Uhrzeigersinn dreht.

### Ausstattung
Das Modell SW hat einen höheren Windschild, der per Knopfdruck höhenverstellbar ist. Das Modell GT hat einen kurzen und getönten Windschild und einen verstellbaren Lenker. Neben dem Stauraum unter der Sitzbank lässt sich ein Integralhelm unter der hinteren Heckklappe unterbringen. Als Zubehör kann zusätzlich ein Topcase erworben werden. Im Modell SW ist das Topcase serienmäßig vorhanden, in dem sich zwei Integralhelme unterbringen lassen. Es ist mit dem Gepäckraum unter dem Sitz verbunden. Daraus ergibt sich eine Staufachlänge von 90 cm.

## Modellbezeichnungen
Der Metropolis wird in vier Ausstattungsvarianten angeboten:
- Peugeot Metropolis Active
- Peugeot Metropolis Allure (französisch Tempo, Geschwindigkeit)
- Peugeot Metropolis GT (GT für Grand Tourisme)
- Peugeot Metropolis SW (SW für Station Wagon)

## E-Metropolis
In der Entwicklung befindet sich ein Elektro-Metropolis. Der im Chassis integrierte Elektromotor soll über einen Zahnriemen eine maximale Leistung von bis zu 49 PS (36 kW) erreichen. Die Höchstgeschwindigkeit wird wie bisher bei 135 km/h liegen, die Reichweite bei 200 Kilometern. Eine optional mitzuführende Zweitbatterie soll die Reichweite verdoppeln können. Zum Laden verwendet der Peugeot E-Metropolis ein 3-kW-Bordladegerät für eine 80 %ige Aufladung in weniger als 4 Stunden. Der Ladeanschluss soll hinter einer Klappe zwischen den Frontscheinwerfern installiert werden und über eine IEC-62196-Typ-2-Steckdose verfügen. Peugeot-Motocycles hält sich bedeckt, wann der E-Metropolis auf den Markt kommt.

## D-air-System
Im Sommer 2015 führten Peugeot Motocycles und Dainese das „D-air-System“ optional für alle Modellvarianten des Peugeot Metropolis ein. Das Zubehör war ein Airbag-System für Motorradfahrer. Die Auslösesensoren waren in der Metropolis eingebaut. Inzwischen wird das System von Peugeot Motocycles nicht mehr angeboten, ist aber bei Dainese separat erhältlich.

## Führerscheinrecht
Deutschland
Gemäß der EU-Richtlinie 2006/126/EG ist seit Januar 2013 zum Führen des Peugeot Metropolis ein Motorradführerschein – Klasse A für mehr als 15 kW Motorleistung – erforderlich. Das Fahrzeug darf jedoch aus Gründen des Bestandsschutzes auch mit einer Fahrerlaubnis der Klasse B gefahren werden, sofern die Fahrerlaubnis vor dem 19. Januar 2013 erteilt wurde.
Autofahrer, die durch die Bestandsschutzregelung einen Dreirad-Roller fahren dürfen, sind jedoch nicht davon entbunden, über ausreichende Fahrkenntnisse mit einem Moped/Motorrad zu verfügen. Wer ein Fahrzeug führt, darf nur so schnell fahren, dass das Fahrzeug ständig beherrscht wird. Die Geschwindigkeit ist insbesondere den Straßen-, Verkehrs-, Sicht- und Wetterverhältnissen sowie den persönlichen Fähigkeiten und den Eigenschaften von Fahrzeug und Ladung anzupassen (§ 3 StVO).
Frankreich
Um einen Metropolis fahren zu dürfen, muss man seit mindestens zwei Jahren im Besitz eines PKW-Führerscheins sein und eine theoretische und praktische Fahrschulausbildung absolvieren, die insgesamt sieben Stunden umfasst. Sie teilt sich auf in zwei Stunden Theorie, zwei Stunden Fahrtraining auf einem Übungsgelände und drei Stunden Fahrtraining im Straßenverkehr. Eine Abschlussprüfung ist nicht vorgesehen. Die Pflicht zu dieser Fahrschulausbildung entfällt, wenn man den PKW-Führerschein zwischen dem 1. Januar 2006 und dem 31. Dezember 2010 erworben hat.
Österreich und EU/EWR-Ausland
Eine ab dem 19. Jänner 2013 erworbene Klasse A1 umfasst dreirädrige Krafträder bis 15 kW (20 PS)
Eine ab dem 19. Jänner 2013 erworbene Klasse A umfasst alle dreirädrigen Krafträder (Mindestalter 21 Jahre!)
Eine vor dem 19. Jänner 2013 erworbene Lenkberechtigung der Klasse B umfasst auch das Lenken von dreirädrigen Kraftfahrzeugen mit oder ohne leichtem Anhänger im ganzen EU/EWR-Raum. Zur Wahrung der erworbenen Rechte werden die Codes 79.03 und 79.04 bei der Klasse A (!) in den Führerschein eingetragen
Ausschließlich in Österreich
Eine ab dem 19. Jänner 2013 erworbene Klasse B umfasst ab dem 21. Geburtstag alle dreirädrigen Krafträder, aber nur für den Verkehr in Österreich.
Eine vor dem 19. Jänner 2013 erworbene Klasse A umfasst die Berechtigung, Kraftfahrzeuge mit drei oder vier Rädern, deren Eigenmasse nicht mehr als 400 kg beträgt, zu lenken, aber nur für den Verkehr in Österreich.

## Konkurrenz
Die Hauptkonkurrenten bei den Dreirad-Motorrollern Piaggio MP3, Quadro Qv3 und Yamaha Tricity beschleunigen etwas langsamer und erreichen eine etwas niedrigere Höchstgeschwindigkeit, als der Metropolis. Der MP3 500 verfügt aber bereits über einen Rückwärtsgang. Ihm folgt 2022 der Piaggio MP3 530 mit 32,5 kW (44 PS) und einer Höchstgeschwindigkeit von 145 km/h. Er bietet einen Spurwechselassistenten, Toter-Winkel-Warner, Rückfahrkamera, Abstandsradar mit Tempomat und einen Spurhalteassistent. Mit weltweit mehr als 230.000 verkauften Einheiten in 16 Jahren ist der MP3 der Marktführer. Die Mitbewerber spielen mit ihren Dreiradmodellen nur eine Nebenrolle.
Seit August 2022 wird der erste Dreirad-Roller vom taiwanischen Hersteller Kymco, der Kymco CV 3 550i mit 37,5 kW (51 PS) neu angeboten, der eine Höchstgeschwindigkeit von 150 km/h erreicht. Er hat einen 2-Zylinder-4-Takt flüssigkeitsgekühlten Einspritzmotor mit Vierventil-Technik. Der Kymco verfügt zusätzlich über einen Tempomat und beheizbare Griffe.
Alle Roller haben außer dem Metropolis keinen rollertypischen flachen Durchstieg.
Dreirad-Motorroller sind nicht mit einem Trike oder einem Threewheeler zu verwechseln.

### Vergleich
In den Werksangaben erfolgt kaum eine Angabe von Beschleunigungswerten oder der Höchstgeschwindigkeit, mit der Begründung, dass Dreirad-Roller in erster Linie für den Stadtverkehr konzipiert wurden. Aus Testberichten wurden folgende Werte entnommen:
| Modell                    | Peugeot Metropolis | Yamaha Tricity  | Quadro QV3        | Kymco CV3           | Piaggio MP3 530 |
| ------------------------- | ------------------ | --------------- | ----------------- | ------------------- | --------------- |
| Beschleunigung 0–100 km/h | 11,93 s            | 13,74 s         | 12,03 s           | 8,32 s              | 10,2 s          |
| Beschleunigung 0–120 km/h | 18,78 s            | 28,23 s         | 35,79 s           | 13,38 s             | 14,80 s         |
| Höchstgeschwindigkeit     | 138 km/h           | 123 km/h        | 120 km/h          | 158 km/h            | 148 km/h        |
| Leistung                  | 26,2 kW (35,6 PS)  | 20,6 kW (28 PS) | 21,2 kW (28,8 PS) | 37,5 kW (51 PS) (a) | 32 kW (43,5 PS) |

### Neuzulassungen 2022
| Modell                                                | Peugeot Metropolis | Yamaha Tricity | Kymco CV3 | Piaggio MP3 (alle) |
| ----------------------------------------------------- | ------------------ | -------------- | --------- | ------------------ |
| Zulassungszahlen Deutschland 2022 Januar bis Dezember | 606                | 518            | 122       | 1520               |
| Zulassungszahlen Frankreich 2022 Januar bis Dezember  | 1351               | 1758           | 968       | 5805 (b)           |

Die Anzahl aller Neuzulassungen in Deutschland macht nur 27 % der Neuzulassungen in Frankreich aus. Dabei ist der Hauptabsatzmarkt Paris.

### Neuzulassungen 2023
| Modell                                                | Peugeot Metropolis | Yamaha Tricity | Kymco CV3 | Piaggio MP3 (alle) |
| ----------------------------------------------------- | ------------------ | -------------- | --------- | ------------------ |
| Zulassungszahlen Deutschland 2023 Januar bis Dezember | 347                | 300            | 249       | 1227               |
| Zulassungszahlen Frankreich 2023 Januar bis Dezember  | 976                | 1655           | 1515      | 4465               |

Verglichen mit 10.138 Neuzulassungen aller dreirädrigen Roller in Frankreich im Jahr 2022, ist 2023 ein Rückgang um 15,28 % auf 8589 zugelassene Dreiräder zu verzeichnen. Die Gründe sind vielfältig. Einerseits gab es 2022 eine ganze Reihe von Modellverbesserungen, Kymco kam neu auf den Markt. Andererseits kamen 2023 eine neue Parkgebühr für Kraftfahrzeuge in Paris, erhöhte Benzinpreise, die Inflation, schlechteres Wetter und schwierige geopolitische Rahmenbedingungen. Einzig Kymco konnte seine Verkaufszahlen gegenüber dem Vorjahr um 56,5 % steigern. In Deutschland gingen die Neuzulassungen 2022 gegenüber 2023 um 23,25 % zurück.

### Neuzulassungen 2024
| Modell                                                | Peugeot Metropolis | Yamaha Tricity | Kymco CV3 | Piaggio MP-3 400 |
| ----------------------------------------------------- | ------------------ | -------------- | --------- | ---------------- |
| Zulassungszahlen Deutschland 2024 Januar bis Dezember | 266                | 505            | 304       | 119              |

2024 wurden in Deutschland 2342 Dreiradroller neu zugelassen, was einem Anstieg von 3,7 % entspricht.

## Kritik
Für erfahrene Motorradfahrerinnen und -fahrer sind Dreiradroller bessere Rollstühle, und sogar die Großrollerfahrer belächeln das zweite Vorderrad mitunter als Stützrad, zumindest in Deutschland. Im Gegensatz dazu „wurden rund 100.000 der bislang 170.000 produzierten MP3 von Piaggio in den letzten zehn Jahren im Großraum Paris zugelassen, wo dieses Fahrzeug mittlerweile eine Art Kultstatus erreicht hat.“ „Die Welthauptstadt des Dreiradrollers ist zweifelsohne Paris. Doch auch abseits staugeplagter Straßenschluchten in Weltmetropolen, selbst in der Provinz, macht Peugeots agiler Three-Wheeler Metropolis eine gute Figur.“ Im Gegensatz zu Deutschland ist in Frankreich das Überholen im Stau, an der Ampel und im Kolonnenverkehr (mit maximal 50 km/h) erlaubt. Weil dies die französischen Autofahrer gewöhnt sind, halten sie in Kolonnen eine entsprechende Durchfahrtgasse für Motorräder frei.
Auf Grund der Fahrzeugbreite von 90 cm (einschließlich Rückspiegel) wird eine Durchfahrtbreite von 1,30 m, besser 1,50 m, benötigt.
Die Hersteller von Dreirad-Motorrollern empfehlen Fahrstunden und ein Motorrad-Fahrsicherheitstraining zu absolvieren, bevor man ein solches Fahrzeug benutzt. Das sei vor allem Autofahrern zu empfehlen, die keine Moped- beziehungsweise Motorraderfahrung haben und auf einen Dreiradroller umsteigen wollen. Ohne diese Grundkenntnisse ist auch von einer Probefahrt abzuraten. Ein solches Gefährt mit drei Rädern unterscheidet sich erheblich von einem PKW. Einige fahrtechnische Manöver (Bremsen, Kurven fahren oder das Ausweichen von Hindernissen) erfordern andere Reaktionen als beim Fahren eines PKW. Auch die Lenkung von Dreirad-Motorrollern unterscheidet sich im Handling von einem klassischen Motorroller.
In der Werbung hebt Peugeot das Anti-Tilting-System hervor, durch das der Fahrer die Beine beim Anhalten nicht von den Trittbrettern nehmen müsse. Jedoch birgt das Anti-Tilting-System einige Gefahren, wenn es nicht nur zum Parken und Rangieren eingesetzt wird, etwa beim Anfahren in engen Kurven oder wenn der Roller nicht exakt aufrecht steht. Beim Anhalten in Schräglage oder auf geneigter Fahrbahn besteht auf Grund des hohen Fahrzeuggewichts die Gefahr eines Umfallers, da sich der Metropolis kaum mit den Beinen abfangen lässt.
Seit August 2022 läuft eine Rückrufaktion („Aktion XEN“) wegen eines undichten Benzintanks. Betroffen sind die Metropolis, deren letzten vier Ziffern der Fahrzeug-Identifizierungsnummer (FIN) zwischen 2000 und 4900 liegen.
Auf die Reservetankleuchte und die Restreichweitenanzeige ist kein Verlass, so dass man sich bezüglich des Tankinhalts eher an der Zahl der gefahrenen Kilometer seit dem letzten Tanken orientieren muss (Orientierungswert: 220 km).
Das Modell ab 2020 hat keine Reifendruckanzeige mehr. Die Räder verlieren jedoch sukzessive an Reifendruck, so dass dieser monatlich kontrolliert werden sollte.
Lacksprays sind – egal für welche Karosseriefarbe – weder ab Werk, noch beim Händler erhältlich, um kleinere Lackschäden auszubessern. Gemäß Händlerauskunft müsse eine Werkstatt bei Bedarf ein komplettes Karosserieteil in Originalfarbe im Werk bestellen, was bei kleineren Lackschäden unverhältnismäßig teuer ist. Alternativ könne man nur bei einem Lackierer die Farbe analysieren und mischen lassen, was sich bei Matt-Lacken schwierig gestaltet. Die Werksangaben zur Farbe – etwa Sideral Mat Black oder Amazonite Satin Blue – sind reine Phantasiebezeichnungen, die keiner RAL-Farbe zuzuordnen sind. Seit August 2023 sind Lackstifte über den Händler beim Werk bestellbar.
Das Werkstattnetz, das sich speziell mit dem Metropolis auskennt, ist in Deutschland sehr dünn gesät, so dass die Wartung oder Reparaturen in vielen Fällen eines längeren Anfahrtswegs bedürfen.
In der gedruckten Bedienungsanleitung fehlen diverse Kapitel, insbesondere zur Installation und Bedienung der Navigation (i-connect). Sie  verweist auf eine online abrufbare ausführlichere Bedienungsanleitung.
Die aktivierte Navigations-App von Peugeot, die für i-connect benötigt wird, hat einen sehr hohen Stromverbrauch, so dass nach etwa einer Stunden das Handy neu aufgeladen oder an eine Powerbank angeschlossen werden muss. Die Ausgangsleistung des USB-Anschlusses des Metropolis ist nicht ausreichend. Die App ist eher spartanisch ausgerüstet und wird theoretisch nach zwei Jahren kostenpflichtig. Eine Verlängerung ist jedoch nicht möglich. Stattdessen muss die App gelöscht werden und man muss sich neu anmelden, wodurch die App wieder funktioniert.
Servicemodus: Zum Unterdrücken der automatischen Abschaltung der Zündung (die im Normalfall nach 30 Sekunden erfolgt), um Einstellungen vornehmen zu können (beispielsweise Personalisierung, Datum, Uhrzeit), muss man den Drehschalter, nachdem er blau leuchtet, in oberer Position fünf Mal drücken und anschließend nach rechts drehen. Am Ende des Vorgangs die Zündung ausschalten, damit die Batterie nicht entladen wird. Die 30 Sekunden genügen bei weitem nicht, Einstellungen vorzunehmen. Auf diese Funktion wird nur versteckt (bei „Bluetooth verbinden“) in der Betriebsanleitung hingewiesen. Die erforderliche Personalisierung ist äußerst umständlich mit den Öffnungsknöpfen für die Sitzbank und das Topcase einzustellen.
Die fehlende Versicherungsfähigkeit einer Garantieverlängerung über die dreijährige Werksgarantie hinaus, spricht für eine hohe und kostspielige Schadensquote.

## Übernahme durch Mutares
Die Übernahme von Peugeot Motocycle durch die Matures SE & Co. KGaA, eine 2008 gegründete Beteiligungsgesellschaft mit Hauptsitz in München und Niederlassungen in mehreren europäischen Ländern, erfolgte zum 1. Februar 2023. Mutares erwirbt und wickelt ertragsschwache mittelständische Unternehmen und Konzernausgliederungen ab, um sie gewinnbringend weiterzuveräußern. Mutares hat 50 % des Kapitals von Peugeot Motocycles und einer Kontrollmehrheit von 80 % erworben. Damit hat der deutsche Investmentfonds die volle Kontrolle über das Unternehmen. Der bisherige Eigner Mahindra & Mahindra bleibt Mitgesellschafter. Das Unternehmen verfügt über ein Joint Venture mit JNQQ (Jinan Qingqi Motorcycle Co., Ltd.) in China sowie Produktionspartnerschaften mit mehreren großen asiatischen Unternehmen, darunter Thaco (Truong Hai Auto Corporation) in Vietnam.